# Бассевиц, Бернгард Фридрих фон
Граф Бернгард (Бернхард) Фридрих фон Бассевиц (Бассевич; нем. Bernhard Friedrich von Bassewitz; 24 июня 1756, Шверин — 22 мая 1816, Шверин, Мекленбург-Шверин) — председатель (президент) Тайного совета (премьер-министр) суверенного герцогства Мекленбург-Шверин (1800—1808), александровский кавалер (1801). Крупный землевладелец.

## Биография
Родился в 1756 года в Шверине. Выходец из одной из старейших и знатнейших северонемецких дворянских семей. Семья фон Бассевиц достоверно задокументирована начиная с первой половины XIV века, однако, претендовала на гораздо более древнее происхождение; не исключается её, характерное для старого мекленбургского дворянства, происхождение от онемеченных ободритов. Сын и внук премьер-министров. 
Получил юридическое образование в Бютцовском университете в Бютцове в Мекленбурге, после чего поступил на государственную службу. В 1797—1799 годах представлял Мелкнбург-Шверин на Раштаттском конгрессе. в 1795 году Бассевиц стал членом, а в 1800 году — президентом Тайного совета (главой правительства Мекленбург-Шверина). 
Проводил пророссийскую и проавстрийскую политику, был противником Наполеона. Был награждён русскими орденами Святой Анны 1-й степени и Святого Александра Невского (1801).
В 1808 году вышел в отставку с должности президента Тайного совета и в дальнейшем не служил.
Скончался в 1816 году в Шверине.